# Saussurea involucrata
Saussurea involucrata là một loài thực vật có hoa trong họ Cúc (Asteraceae). Loài này đượcJinzō Matsumura & Gen-ichi Koidzumi miêu tả khoa học đầu tiên năm 1910.
Hoa này được biết đến với tên tuyết liên, từ tiếng Trung 雪莲花 (tuyết liên hoa).
Sở dĩ gọi là tuyết liên (sen tuyết) hay Thiên Sơn tuyết liên (天山雪莲) bởi loài thực vật này có thể sinh trưởng, phát triển và ra hoa ngay cả trong thời tiết cực kỳ lạnh lẽo trên núi đá cao vời vợi. Khi bung nở, loài thực vật này có hình dạng giống hệt như một đóa sen.
Từ xưa, loài hoa này đã được người Trung Quốc sử dụng như một vị thuốc quý không thua gì nhân sâm. Chúng có khả năng trị được những chứng bệnh như đau đầu, cao huyết áp và rối loạn kinh nguyệt. Tuyết Liên chỉ mọc trên những vách đá có độ cao trên 4.000m so với mực nước biển và có thể nở ngay trong tuyết.
Tuyết liên sống trong các kẽ nứt của các vách đá, sườn núi cheo leo, những nơi vô cùng băng giá và lạnh lẽo quanh năm bao phủ bởi tuyết trắng. Thông thường các loại hoa không thể tồn tại ở nơi đây. Tuy nhiên Tuyết liên lại mạnh mẽ kiên cường nở rộ trong điều kiện khắc nghiệt đến mức thiếu oxy, nhiệt độ xuống thấp tới âm hàng chục độ. Sự sinh trưởng vô cùng độc đáo dưới môi trường đó đã làm cho tuyết liên trở thành loài thực vật vô cùng hiếm có đồng thời tạo nên các chức năng tuyệt vời về y học cũng như các hiệu ứng kỳ diệu. Đến nỗi loài hoa này được mệnh danh là tiên dược hay kho báu của y học.
Theo DBW, tuyết liên được gọi là "Bách thảo chi vương" (Vua của trăm loài dược thảo). Đây là loài cây hiếm, chỉ sinh trưởng ở trên núi cao 2.500-4.000 mét so với mực nước biển. Nó mọc trong các khe núi đá, là loài sinh trưởng chậm, mất 5-7 năm từ lúc nảy mầm đến khi nở hoa, và chỉ 5% số hạt có thể nảy mầm.
Hạt tuyết liên nảy mầm ở nhiệt độ 0 độ C, sinh trưởng trong điều kiện 3-5 độ C, và chịu được lạnh -21 độ C. Nó có thể nảy mầm, sinh trưởng và ra hoa trong thời gian ngắn, là kết quả của quá trình thích nghi với môi trường khắc nghiệt trên núi tuyết ở khu vực Tân Cương, Tây Tạng.
Mặc dù mất 5-7 năm từ lúc nảy mầm đến khi nở hoa nhưng quá trình tăng trưởng thực tế của nó chỉ diễn ra trong khoảng 8 tháng. Đây là đặc điểm sinh học độc đáo mà hiếm loài nào có được.
Tuyết liên được sử dụng trong y học cổ truyền Tây Tạng hàng nghìn năm nay. Nó giàu alkaloid, flavonoid và nhiều chất khác, có tác dụng tăng cường khí huyết, đặc biệt hữu hiệu trong việc thúc đẩy lưu thông máu, từ đó tăng cường âm dương cho nam giới và nữ giới. Ngoài ra, nó có chất hạ sốt và giải độc tự nhiên, thường sử dụng để chữa viêm thấp khớp.